# Michałowiec
Michałowiec (PLH120011) – projektowany specjalny obszar ochrony siedlisk, aktualnie obszar mający znaczenie dla Wspólnoty, położony na Wyżynie Olkuskiej, na terenie gminy Trzyciąż, pomiędzy Michałówką a Chrząstowicami. Zajmuje powierzchnię 20,35 ha.
Obszar leży w granicach Parku Krajobrazowego Orlich Gniazd. Dodatkowo, 63,24% powierzchni obszaru jest chronione przez rezerwat przyrody Michałowiec.
W obszarze podlegają ochronie dwa typy siedlisk z załącznika I dyrektywy siedliskowej: buczyna storczykowa (Carici-Fagetum) zajmująca około 95% powierzchni oraz kwaśna buczyna niżowa (Luzulo pilosae-Fagetum). Występuje tu liczna populacja obuwika pospolitego (Cypripedium calceolus) – gatunku z załącznika II. Dodatkowo, występują tu gatunki roślin objętych ochroną gatunkową:
- kopytnik pospolity (Asarum europaeum)
- buławnik wielkokwiatowy (Cephalanthera damasonium)
- buławnik czerwony (Cephalanthera rubra)
- konwalia majowa (Convallaria majalis)
- żłobik koralowy (Corallorhiza trifida)
- wawrzynek wilczełyko (Daphne mezereum)
- kruszczyk rdzawoczerwony (Epipactis atrorubens)
- kruszczyk szerokolistny (Epipactis helleborine)
- śnieżyczka przebiśnieg (Galanthus nivalis)
- przytulia wonna (Galium odoratum)
- bluszcz pospolity (Hedera helix)
- lilia złotogłów (Lilium martagon)
- listera jajowata (Listera ovata)
- gnieźnik leśny (Neottia nidus-avis)
- podkolan zielonawy (Platanthera chlorantha)
- kalina koralowa (Viburnum opulus)